# Boldizsár Bodor
Pour les articles homonymes, voir Bodor.
Boldizsár Bodor est un footballeur international hongrois né le 27 avril 1982 à Pécs, naturalisé Belge en 2007. Il évolue au poste de latéral gauche.